# Pseudocorynactis
Genre
Pseudocorynactis est un genre de cnidaires anthozoaires d'apparence proche des anémones de mer. Ces animaux sont de la famille des Corallimorphidae, proches des coraux, mais sans squelette calcaire.

## Description et caractéristiques
Ce sont des polypes solitaires pourvus de puissants nématocystes, qui leur permettent de chasser de nombreux arthropodes marins comme les crevettes, mais aussi des invertébrés sessiles qu'ils bloquent dans leur vaste cavité buccale, comme l'Acanthaster planci et parfois même de petits poissons, ce qui le rend indésirable en aquarium. ils peuvent mesurer jusqu'à 15 cm de haut et 15 cm de large.

## Habitat et répartition
On les rencontre principalement dans les écosystèmes coralliens en Indonésie et en Malaisie, et ils s'invitent parfois dans les aquariums d'eau de mer.

## Liste des espèces
Selon Catalogue of Life (28 janvier 2021) et World Register of Marine Species (28 janvier 2021) :
- Pseudocorynactis caribbeorum Den Hartog, 1980